# Jafia
Jafia – polska grupa reggae, powstała w 1994 w Pile. W latach 1994–2014 grupa działała pod nazwą Jafia Namuel.

## Historia
Jafia Namuel grali wiele koncertów w Polsce (ok. 120 rocznie), a także zagrali ok. 40 koncertów w Niemczech, Holandii, Belgii i Francji. Wystąpili na kilku festiwalach, m.in. Song of Songs Festiwal w Toruniu, Folk Fiesta, Przystanek Woodstock w Żarach. Zespół nagrał także wspólnie z Voo Voo hymn WOŚP pt. Karnawał – pozytywne myślenie.
Po kilku latach przerwy spowodowanej wyjazdem lidera grupy za granicę, zespół powrócił w 2006 na scenę. Zagrali m.in. na festiwalach Reggae nad Wartą, Ostróda Reggae Festival, Reggae na Piaskach, czy Przystanek Jamajka w Szczecinie, oraz na kilku koncertach trasy Roots Reggae Party.
W 1999 zarejestrowano drugą płytę pt. In Time, jednak w wyniku nieporozumień z wydawcą nie została wydana. Ostatecznie ukazała się w styczniu 2009 nakładem Offside Records.

## Geneza nazwy
Jafia Namuel to po hebrajsku Wspaniały dzień Boga lub Chwalebny dzień Pański. Związana jest z chrześcijańskimi korzeniami zespołu. Dziś większość członków zespołu nie deklaruje konkretnych przynależności religijnych, ale twórczość zespołu nadal koncentruje się wokół duchowej sfery życia człowieka.

## Dyskografia
Albumy
| Roots & Culture             | - Data: 1996 - Wydawca: Deo Recordings              | –  |
| In Time                     | - Data: 2 lutego 2009 - Wydawca: Offside Records    | –  |
| One Love Train              | - Data: 6 lutego 2012 - Wydawca: Offside Records    | –  |
| Ka Ra Va Na                 | - Data: 18 maja 2015 - Wydawca: Warner Music Poland | 33 |
| „–” album nie był notowany. |                                                     |    |

Single
| Tytuł                                        | Rok  |
| -------------------------------------------- | ---- |
| Karnawał – pozytywne myślenie (oraz Voo Voo) | 1998 |
| Work (koncert w Trójce)                      | 2012 |
| Mama                                         | 2015 |
| Skrucha (oraz Kayah)                         | 2015 |

## Nagrody i wyróżnienia
| Rok  | Kategoria                 | Tytułem     | Nagroda        | Nota      | Źródło |
| ---- | ------------------------- | ----------- | -------------- | --------- | ------ |
| 2016 | Album roku muzyka korzeni | Ka Ra Va Na | Fryderyki 2016 | Nominacja | [ 9 ]  |